# Lareh Nan Panjang
Lareh Nan Panjang is een bestuurslaag in het regentschap Padang Pariaman van de provincie West-Sumatra, Indonesië. Lareh Nan Panjang telt 4149 inwoners (volkstelling 2010).